# George Ryga
George Ryga (* 27. Juli 1932 in Deep Creek/Alberta; † 18. November 1987 in Summerland/British Columbia) war ein kanadischer Schriftsteller.

## Leben und Wirken
Ryga wuchs in einer ukrainischen Farmergemeinde im Norden von Alberta auf und erhielt nur eine geringe Schulausbildung. Er arbeitete in verschiedenen Jobs – u. a. als Texter beim Hörfunk – und setzte seine Ausbildung mit Fernkursen fort, bis er schließlich ein Stipendium der Banff School of Fine Arts erhielt. Während einer Europareise arbeitete er 1955 bei der BBC.
1956 veröffentlichte Ryga eine Gedichtsammlung unter dem Titel Songs of my Hands. Sein erstes Drama Indians wurde 1961 im Fernsehen gezeigt. Bekannt wurde er 1967 mit The Ecstasy of Rita Joe, das als eines der bedeutendsten Werke eines englischsprachigen kanadischen Dramatikers gilt. Es wurde u. a. in Ottawa und Vancouver und in einer Ballettversion vom Royal Winnipeg Ballet aufgeführt. Erfolgreich wurden auch seine nachfolgenden Stücke Grass and Wild Strawberrys (1969), während Captives of a Faceless Drummer (1971) vom Vancouver Playhouse als "zu kontrovers" abgelehnt wurde. Neben weiteren Dramen verfasste Ryga drei Romane: Hungry Hills (1963), Ballad of a Stonepicker (1966) und In the Shadow of the Vulture (1985).
Die Athabasca University nominierte ihn 1987 für einen Ehrendoktortitel, er starb jedoch vor der Verleihung an Magenkrebs. Sein Haus in Summerland wurde zum Kunst- und Kulturzentrum George Ryga Centre, das bis 2002 bestand.

## Werke
- Song of My Hands and other poems, Edmonton: National Publishing, 1956.
- Hungry Hills, Toronto: Longman Canada, 1963.
- Ballad of a Stonepicker, London: Michael Joseph Limited, 1966.
- The Ecstasy of Rita Joe, Vancouver: Talonbooks, 1970.
- The Ecstasy of Rita Joe and Other Plays, Toronto: General Publishing, 1971
- Sunrise for Sarah Vancouver: Talonbooks, 1973.
- Night Desk, Vancouver: Talonbooks, 1976.
- Ploughman of the Glacier, Vancouver: Talonbooks, 1977.
- Seven Hours to Sundown, Vancouver: Talonbooks, 1977.
- Beyond the Crimson Morning Toronto: Doubleday, 1979.
- Two Plays: Paracelsus and Prometheus Bound, Winnipeg: Turnstone, 1982.
- Portrait of Angelica & A Letter to My Son, Winnipeg: Turnstone, 1984.
- In the Shadow of the Vulture, Vancouver: Talonbooks, 1985.
- The Athabasca Ryga, Ed. David Gregory. Vancouver: Talonbooks, 1990.
- Summerland, Vancouver: Talonbooks, 1992.
- George Ryga: The Other Plays, Ed. James Hoffman. Vancouver: Talonboks, 2004.
- George Ryga: The Prairie Novels, Ed. James Hoffman. Vancouver: Talonbooks, 2004.

Quelle:

## Hörspiele in Deutschland
- 1978: Der Indianer – Regie: Otto Düben (Hörspielbearbeitung – SDR)
- 1980: Pflüger des Gletschers – Regie: Günther Sauer (Original-Hörspiel – SDR)
  - Auszeichnung: Hörspiel des Monats Februar 1980
- 1982: Gefangene des gesichtslosen Trommlers – Regie: Otto Düben (Hörspielbearbeitung – SDR)
- 1982: Zur Abendzeit gegen acht – Regie: Raoul Wolfgang Schnell (Hörspielbearbeitung – SDR)
- 1983: Brief an einen Sohn – Regie: Horst H. Vollmer (Hörspielbearbeitung – SDR/RIAS)
  - Auszeichnung: Hörspiel des Monats September 1983
- 1985: Old Charlie – Regie: Walter Adler (Originalhörspiel – SDR)